# Peter Getz
Peter Getz, även kallad Torgner, född 20 mars 1958, är en svensk musiker, musikalartist, programledare och röstskådespelare. Getz är son till musikern Stan Getz.
Getz är sångare i bandet Midnight Band, bandet deltog i Melodifestivalen 2000 och slutade på sjätte plats.
Getz har även varit verksam som programledare på Tv3 i programmet Full pott.

## Diskografi
Källa: 
- Bossa My Soul (Satellite Records) (2008)
- Getz Together (2013)

## Teater
Källa: 

### Roller (ej komplett)
| År   | Roll                    | Produktion          | Teater                 |
| ---- | ----------------------- | ------------------- | ---------------------- |
| 2005 | Thorbjörn och US Silver | Sol vind och vatten | Chinateatern           |
| 1995 | Soldat                  | Elvira Madigan      | Riksteatern            |
| 1994 |                         | Fantastics          | Skövde Länsteater      |
| 1988 | Roffe                   | Senjor Sjöbo        | Parkteatern, Stockholm |

## Filmografi dubbning
| År   | Titel                                 | Roll               | Notering |
| ---- | ------------------------------------- | ------------------ | -------- |
| 2007 | Mina Vänner Tiger och Nalle Puh       | Övriga röster      | TV-serie |
| 2014 | Milo - Månvaktaren                    | Glims pappa, Xolal | Film     |
| 2009 | Prinsessan och grodan                 | Övriga röster      | Film     |
| 2011 | Rango                                 | Övriga röster      | Film     |
| 2005 | Tarzan II                             | Övriga röster      | Film     |
| 1999 | Toy Story 2                           | Sång               | Film     |
| 2016 | Your name                             | Övriga röster      | Film     |
| 1992 | Aladdin                               | Körsång            | Film     |
| 1997 | Anastasia                             | Dimitri            | Film     |
| 1997 | Svanprinsessan och slottets hemlighet | Körsång            | Film     |
| 1995 | Toy Story                             | Sång               | Film     |
| 1994 | Tummelisa                             | Körsång            | Film     |